# Фавр, Жюль
Жюль Фавр (фр. Jules Claude Gabriel Favre; 21 марта 1809, Лион, — 19 января 1880, Версаль) — французский политический деятель. После установления Третьей республики был одним из лидеров фракции умеренных (республиканцев-оппортунистов).

## Биография
Принимал деятельное участие в польской революции; в статье, напечатанной 29 июля 1830 года в «National», требовал уничтожения монархии и созыва учредительного собрания. Посвятил себя адвокатуре в Лионе; в то же время писал статьи в «National» и других радикальных органах. Вместе с другими адвокатами, принадлежавшими к республиканской партии, выступил в так называемом апрельском процессе (процессе участников восстания в Лионе в апреле 1834 года). Во время процесса Фавр занял совершенно обособленное положение. В то время, когда большинство подсудимых и все адвокаты постановили отказом от защиты протестовать против передачи дела в палату пэров, как нарушения конституции, возбраняющей учреждение исключительных трибуналов, и против стеснения прав защиты, один Фавр решил подчиниться этим стеснениям и вести процесс до конца, чем, по мнению республиканцев, лишал процесс его крупного политического значения. Они объясняли его образ действий личными мотивами: с одной стороны, боязнью слишком решительно выступить против правительства, с другой — поисками удобной арены для своего несомненно выдающегося красноречия. Несмотря на нападки, Фавр все время принимал участие в судебном следствии и затем произнёс блестящую защитительную речь, которая являлась скорее обвинительным актом против правительства, чем защитой подсудимых.
Вы обвиняете нас в том, что мы построили баррикады; а я вас обвиняю в том, что вы сознательно допустили их построение на глазах полиции и гражданских властей и в безобидную толпу послали наемных провокаторов. Вы нас обвиняете в употреблении силы против защитников порядка; а я вас обвиняю в том, что вы разорвали закон, защищающий жизнь граждан; в том, что вы одни вызвали восстание и погубили немало женщин, детей и стариков… Вы представили ваш обвинительный акт; а это мой. Они оба останутся прибитыми на дверях этого судилища; посмотрим, который Франция будет читать с большим негодованием.
Речь эта многих примирила с Фавром. По окончании процесса Фавр остался адвокатом, и притом одним из самых знаменитых, в Париже; избирался батоннье. 
Он принял участие в революции 1848 года и 26 февраля занял место генерального секретаря в министерстве внутренних дел (при Ледрю-Роллене). Здесь он составлял те циркуляры Ледрю-Роллена комиссарам, которые тогда и впоследствии давали повод нападать на диктаторские замашки временного правительства; Фавр сделал неудачную попытку отпереться от авторства одного из этих циркуляров. Он был избран в учредительное собрание и переизбран в законодательное. Через несколько дней после открытия первого из них он переменил свою должность на место генерального секретаря в министерстве иностранных дел, но скоро должен был отказаться и от него. В национальных собраниях Фавр занимал место на левой и вместе с ней голосовал против залогов с органов печати, против смертной казни, за подоходный налог, но вместе с правой — за меры против клубов, за налог на соль и др. Как оратор Фавр занял одно из первых мест, но вместе с тем обнаружил отсутствие строго определённой политической программы и политического понимания; так, он вотировал вместе с правой и некоторыми из левых, например Луи Бланом, за утверждение избрания Луи Наполеона в депутаты; он же, поверив миролюбивым заявлениям правительства, с которым вообще вёл борьбу, голосовал 16 апреля 1849 года за кредит в 1200000 франков на римскую экспедицию; когда обнаружился истинный характер этой экспедиции, в августе того же года, Фавр произнёс против неё одну из наиболее знаменитых своих речей. Противники обвиняли его также в том, что многие из его поступков обусловливались мотивами личного самолюбия, оскорблённого второстепенной ролью, которую он должен был играть в правительстве. Наибольшим пятном на его имени лежит полный неверных фактов и произвольных утверждений доклад, требовавший предания суду Луи Блана за участие в демонстрации 15 мая 1848 года, в которой Луи Блан в действительности не участвовал. 
Государственный переворот 2 декабря 1851 года надолго прекратил политическую деятельность Фавра; он остался только адвокатом. В 1858 году он выступил защитником Феличе Орсини, совершившего покушение на жизнь Наполеона III. Фавр не делал попытки ни оправдать Орсини, ни даже смягчить его наказание.
Я взялся за это дело не для того, чтобы представить бесполезную защиту, не для того, чтобы прославить Орсини, но для того, чтобы попытаться бросить луч света и истины на бессмертную душу Орсини, которая скоро вернётся в Божие лоно, и защитить его память против незаслуженных обвинений.
Фавр в своей защитительной речи многократно и усиленно подчеркивал свою ненависть к кинжалу, бомбе и подобным орудиям борьбы, признавал и осуждал преступление Орсини, но доказывал благородство его личности и чистоту его мотивов. Закончил он речь таким обращением к суду:
Бог произнесёт свой приговор после вашего и, быть может, не откажет в своём прощении, которое люди сочтут невозможным на земле.
В том же 1858 году Фавр был избран в законодательный корпус, где явился одним из «пяти» членов оппозиции; был переизбран в 1863 и 1869 годах. Его речи (в особенности против итальянской политики правительства и против мексиканской экспедиции) находили громкий отголосок в стране. В 1867 году Фавр избран членом Французской академии на место Кузена; во вступительной речи он высказался против материализма и социализма. В последние месяцы существования империи Фавр являлся инициатором чуть не всех противоправительственных предложений и в её падении сыграл вместе с Гамбеттой самую видную роль. 
15 июля 1870 года Фавр, оставшийся противником политики правительства при новом премьер-министре Эмиле Оливье, голосовал в законодательном корпусе против кредитов на войну. После поражения при Верте он внёс 9 августа предложение лишить императора командования армией и образовать временное правительство; предложение это не было допущено до голосования. В ночном заседании 3—4 сентября (после седанской катастрофы) Фавр предложил лишить власти Наполеона III и его династию и избрать временное правительство; на следующий день (4 сентября) он настаивал на первенстве для своего предложения перед предложениями правительства и Тьера. Когда Гамбетта при восторженных кликах народной толпы провозгласил низложение императора, Фавр первый предложил отправиться в ратушу для провозглашения там республики; к нему присоединился Гамбетта. В образовавшемся правительстве национальной обороны Фавр занял пост министра иностранных дел. В следующие месяцы он обнаружил весьма значительную деятельность. Вместе с Гамбеттой он был сторонником войны до последней крайности. В циркуляре от 6 сентября он заявлял, что Франция не уступит ни пяди земли, ни камня своих крепостей, и указывал на то, что война, ведущаяся, по официальному заявлению Вильгельма I, не против Франции, а лишь против Наполеона, теперь потеряла свой смысл для немцев. 19 сентября Фавр имел свидание с Бисмарком, которое не привело ни к каким результатам благодаря неуступчивости Фавра. После отбытия Гамбетты из осаждённого Парижа Фавр взял на себя также пост министра внутренних дел. При всей своей энергии и готовности вести войну до крайности Фавр вместе с большинством членов правительства национальной обороны не желал направить на немцев все силы страны, опасаясь дать простор радикальным элементам. На этом же основании он поддержал генерала Трошю, когда тот не пожелал принять Гарибальди на французскую службу. 6 декабря Фавр, изменив своё мнение о войне, предложил вступить в переговоры с немцами.
В январе 1871 года он вёл переговоры о капитуляции Парижа. На выборах 8 февраля он был избран в Национальное собрание Франции. 19 февраля, после того как правительство национальной обороны сложило свою власть, он получил от Тьера портфель иностранных дел. Вместе с Тьером и Эрнестом Пикаром он вёл переговоры о прелиминарном мире в Версале; позднее он же был послан во Франкфурт-на-Майне для заключения окончательного мира. 23 июля вышел в отставку, недовольный клерикальным направлением национального собрания, и остался простым депутатом республиканской партии.
В 1876 году перешёл в сенат. После выхода в отставку он почти не выступал публично ни в национальном собрании, ни в сенате, ни в суде.

## Сочинения
- Rome et la république française, 1871.
- Le gouvernement de la défense nationale (3 т., 1872—75.
- Conférences et discours littéraires, 1873.
- Quatre conférences faites en Belgique au mois d’avril 1874, 1874.
- De la réforme judiciaire, 1877.
- Discours parlementaires, 1881.
- Plaidoyers et discours du bâtonnat, 1892.
- Mélanges politiques, judiciaires et littéraires, 1882.